# Jan Manhave
Johannes (Jan) Manhave (Sluis, 21 juni 1850 – Wassenaar, 29 april 1927) was een Nederlands lexicograaf.
Manhave was kwekeling aan de openbare school van Johan Hendrik van Dale. Hij hielp deze vanaf februari 1869 bij het bewerken van het Nieuw woordenboek der Nederlandsche taal van I.M. Calisch en N.S. Calisch. Het voorbericht van de eerste aflevering is getekend 20 september 1871. Van Dale overleed in mei 1872, waarna Manhave de verdere uitgave bestuurde, het ontbrekende bijwerkte, en het woordenboek verrijkte met een biografie van Van Dale en de lijst van diens werken. Het boek was aldus gereed in oktober 1873. Begin juni 1874 vertrok Manhave naar Den Haag, waar hij corrector van Het Vaderland was.
Tot zijn lexicografische werk behoort ook de nieuwe bewerking van genoemd woordenboek, waarvan de derde druk uitkwam in 1884, en van de vijfde druk (1881) van het Taalkundig handboekje, oorspronkelijk van de uitgever A. ter Gunne, daarna door Arie de Jager en door Van Dale herzien.